# Željko Kujundžić
Željko Kujundžić (Subotica, 23. listopada 1920. – Osoyoos, Britanska Kolumbija, Kanada, siječanj 2003.) je bio srbijanski slikar hrvatskog podrijetla, ilustrator, primijenjeni umjetnik, kipar, grafičar, tiskar, dizajner, pedagog, teoretičar i praktičar suvremene estetike.
Suorganizator je prve slikarske izložbe u Subotici nakon završetka drugog svjetskog rata.

## Vanjske poveznice
- Životopis (engleski)
- Galerija radova (engleski)  Arhivirana inačica izvorne stranice od 17. svibnja 2012. (Wayback Machine)